# Passenger (Sänger)

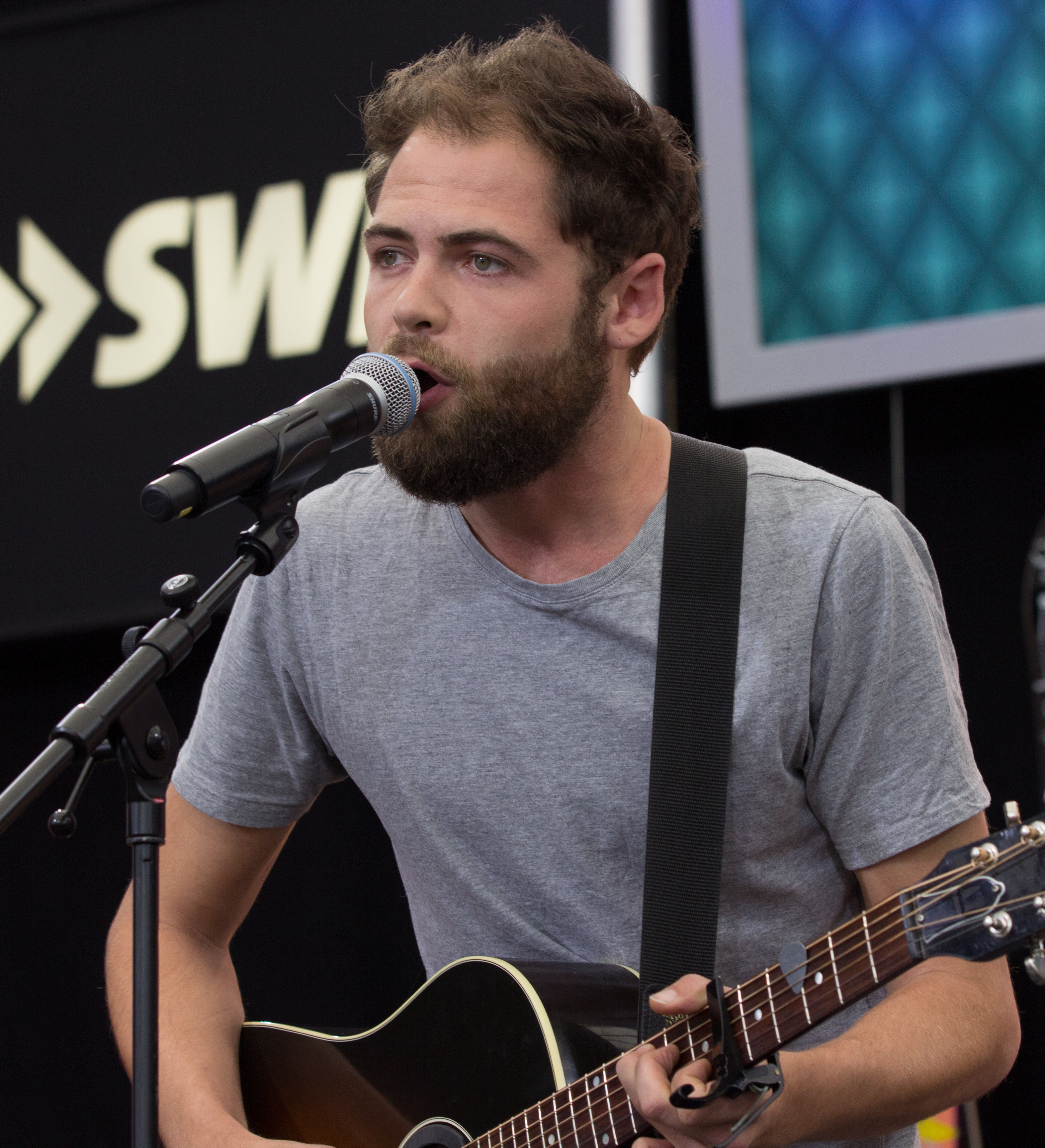
Passenger (2013)

Passenger (bürgerlich Michael „Mike“ David Rosenberg; * 17. Mai 1984 in Brighton) ist ein britischer Singer-Songwriter.

## Leben
Mike Rosenberg lernte als Kind Gitarre und begann als Jugendlicher, eigene Songs zu schreiben. Mit 16 Jahren hatte er erste Auftritte.
Passenger war ursprünglich ein gemeinsames Projekt von Mike Rosenberg mit dem Komponisten Andrew Phillips. Sie schlossen sich 2007 in Brighton zusammen und nahmen im Tonstudio von Phillips mit weiteren Musikern das Debütalbum Wicked Man’s Rest auf. Das Album selbst brachte es zwar nicht in die Charts, bekam aber gute Kritiken und machte die Band bekannt. Sie wurden von Interpreten wie Kate Nash und The Hold Steady bei Auftritten für ihr Vorprogramm engagiert. Sie traten 2008 bei SXSW in den USA auf und bekamen den Auftrag, die Musik für den Kurzfilm Where Have I Been All Your Life? zu schreiben.
Im Jahr darauf endete die Zusammenarbeit mit Philips, und Mike Rosenberg veröffentlichte das Album Wide Eyes Blind Love alleine unter dem Namen Passenger. Er wechselte darin zum einfachen Singer-Songwriter-Gitarrensound mit Folk und Indie-Pop und tourte als einfacher Straßenmusiker durch Großbritannien und Australien. Im folgenden Jahr nahm er gleich zwei Alben auf, eines davon bestand aus gemeinsamen Stücken mit australischen Musikern wie Kate Miller-Heidke, Boy & Bear und Matt Corby.
Für sein nächstes Album setzte Rosenberg auf mehr Technik und eine aufwändigere Produktion. All the Little Lights wurde im australischen Sydney aufgenommen und 2012 fertiggestellt. Es erschien zuerst in Australien und erreichte dort Platz 9 der Albumcharts. Danach wurde es auch in Europa und den USA veröffentlicht. Der große Durchbruch kam im Herbst desselben Jahres in den Niederlanden. Das Lied Let Her Go wurde dort und auch im flämischen Teil von Belgien ein großer Hit und erreichte in beiden Ländern Platz 1. Das Album kam jeweils in die Top Ten. Ende des Jahres ging er auf internationale Tour mit Ed Sheeran, den er bereits aus der Jugendzeit kannte. Anfang 2013 wurde Let Her Go auch Nummer eins in Schweden und Nummer eins in Irland. In den deutschsprachigen Ländern stieg es ebenfalls auf Platz 1 der Singlecharts, und das Album erreichte in den jeweiligen Albumcharts die Top Ten. In den USA konnte das Album die Billboard 200 erreichen. Gleichzeitig begann er eine eigene Tour durch Europa und Australien.

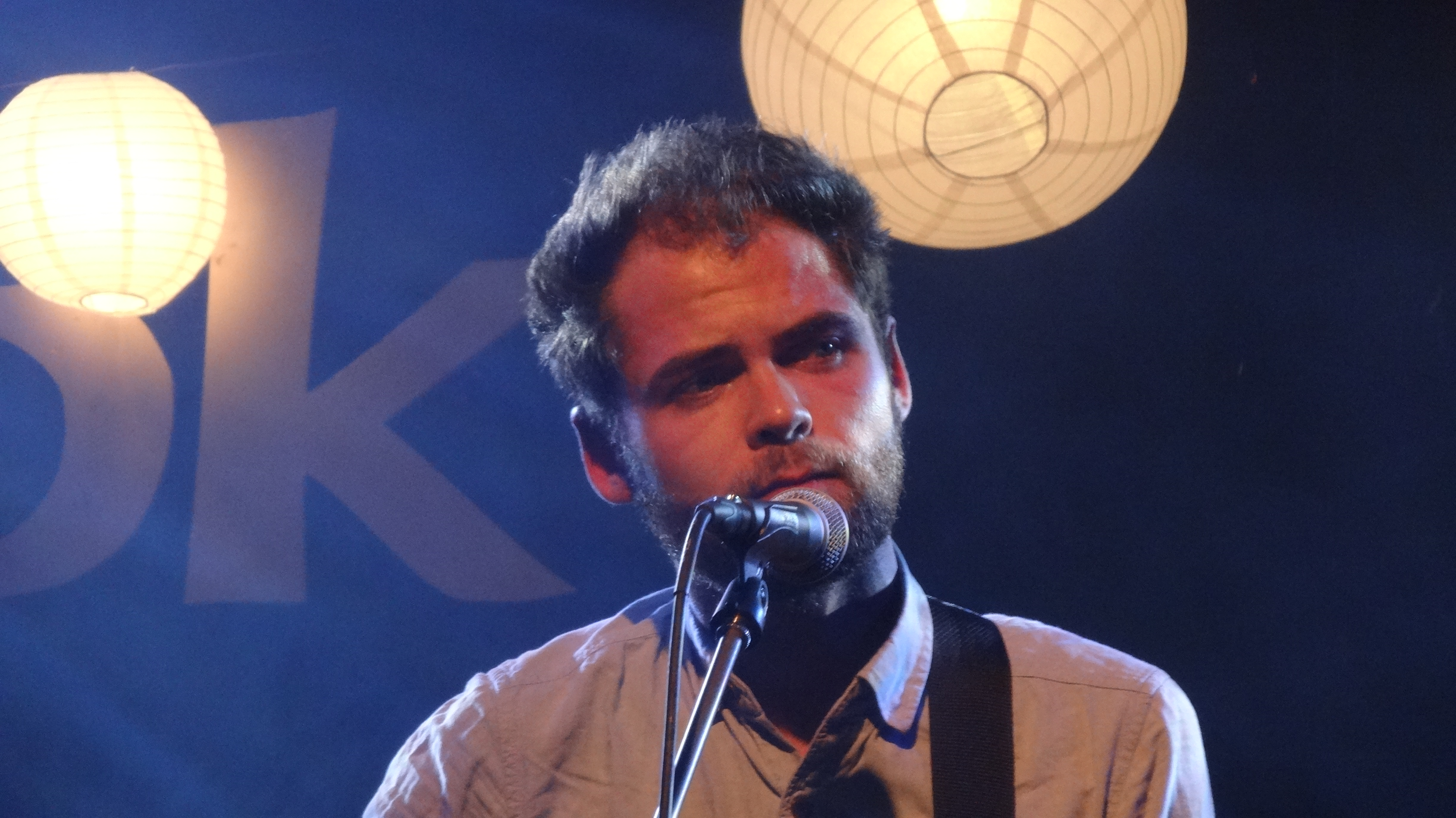
Passenger im Januar 2013, The Brook, Southampton

Im Jahr 2014 erschien Passengers Album Whispers und die erste Singleauskopplung Heart’s on Fire. 2016 erschien das neue Album Young as the Morning, Old as the Sea, 2017 das Album The Boy Who Cried Wolf.
Passengers Youtube-Kanal hatte im April 2023 rund 7 Mio. Abonnenten, 347 Videos und 4.151.000.000 Aufrufe. Mit seinem Song Let her go war er auf Platz 19 der meistaufgerufenen Youtube-Videos. Auf Twitter hatte Passenger rund 400.000 Follower, auf Instagram über 400.000 Abonnenten und ca. 841 Beiträge.
Passenger hatte Anfang 2023 bei dem Streaming-Dienst Spotify ca. 12 Millionen monatliche Hörer.
Er ist ein Fan von Arsenal FC.

## Diskografie

### Studioalben
| Jahr | Titel                                                   | Höchstplatzierung, Gesamtwochen, AuszeichnungChartplatzierungen (Jahr, Titel, Platzierungen, Wochen, Auszeichnungen, Anmerkungen) | Höchstplatzierung, Gesamtwochen, AuszeichnungChartplatzierungen (Jahr, Titel, Platzierungen, Wochen, Auszeichnungen, Anmerkungen) | Höchstplatzierung, Gesamtwochen, AuszeichnungChartplatzierungen (Jahr, Titel, Platzierungen, Wochen, Auszeichnungen, Anmerkungen) | Höchstplatzierung, Gesamtwochen, AuszeichnungChartplatzierungen (Jahr, Titel, Platzierungen, Wochen, Auszeichnungen, Anmerkungen) | Höchstplatzierung, Gesamtwochen, AuszeichnungChartplatzierungen (Jahr, Titel, Platzierungen, Wochen, Auszeichnungen, Anmerkungen) | Anmerkungen                                                  |
| Jahr | Titel                                                   | DE | AT | CH | UK | US | Anmerkungen                                                  |
| ---- | ------------------------------------------------------- | --- | --- | --- | --- | --- | ------------------------------------------------------------ |
| 2007 | Wicked Man’s Rest                                       | — | — | — | — | — | Erstveröffentlichung: 2007                                   |
| 2009 | Wide Eyes Blind Love                                    | — | — | — | — | — | Erstveröffentlichung: 20. November 2009                      |
| 2010 | Divers and Submarines                                   | — | — | — | — | — | Erstveröffentlichung: 30. Juni 2010                          |
| 2010 | Flight of the Crow                                      | — | — | — | — | — | Erstveröffentlichung: 24. September 2010                     |
| 2012 | All the Little Lights                                   | DE6 Platin · (62 Wo.)DE | AT6 Gold · (37 Wo.)AT | CH5 Gold · (79 Wo.)CH | UK3 Platin · (79 Wo.)UK | US26 Platin · (49 Wo.)US | Erstveröffentlichung: 24. Februar 2012 Verkäufe: + 1.875.000 |
| 2014 | Whispers                                                | DE6 (12 Wo.)DE | AT12 (5 Wo.)AT | CH5 (33 Wo.)CH | UK5 Gold · (15 Wo.)UK | US12 (5 Wo.)US | Erstveröffentlichung: 6. Juni 2014 Verkäufe: + 135.000       |
| 2015 | Whispers II                                             | — | — | — | UK12 (2 Wo.)UK | — | Erstveröffentlichung: 20. April 2015                         |
| 2016 | Young as the Morning, Old as the Sea                    | DE6 (6 Wo.)DE | AT8 (3 Wo.)AT | CH1 (11 Wo.)CH | UK1 Silber · (10 Wo.)UK | US70 (1 Wo.)US | Erstveröffentlichung: 23. September 2016 Verkäufe: + 60.000  |
| 2017 | Sunday Night Sessions                                   | — | — | — | — | — | Erstveröffentlichung: 2. Juli 2017 Coveralbum                |
| 2017 | The Boy Who Cried Wolf                                  | — | — | CH12 (4 Wo.)CH | UK5 (4 Wo.)UK | — | Erstveröffentlichung: 28. Juli 2017                          |
| 2018 | Runaway                                                 | DE15 (4 Wo.)DE | AT29 (1 Wo.)AT | CH4 (13 Wo.)CH | UK6 (4 Wo.)UK | — | Erstveröffentlichung: 31. August 2018                        |
| 2019 | Sometimes It’s Something, Sometimes It’s Nothing at All | — | — | CH31 (2 Wo.)CH | — | — | Erstveröffentlichung: 3. Mai 2019                            |
| 2020 | Patchwork                                               | — | — | CH80 (1 Wo.)CH | — | — | Erstveröffentlichung: 10. Juli 2020                          |
| 2021 | Songs for the Drunk and Broken Hearted                  | DE6 (4 Wo.)DE | AT14 (2 Wo.)AT | CH2 (7 Wo.)CH | UK2 (3 Wo.)UK | — | Erstveröffentlichung: 8. Januar 2021                         |
| 2022 | Birds That Flew and Ships That Sailed                   | — | — | CH97 (1 Wo.)CH | UK37 (1 Wo.)UK | — | Erstveröffentlichung: 8. April 2022                          |

### Singles
| Jahr | Titel Album                                                 | Höchstplatzierung, Gesamtwochen, AuszeichnungChartplatzierungen (Jahr, Titel, Album, Platzierungen, Wochen, Auszeichnungen, Anmerkungen) | Höchstplatzierung, Gesamtwochen, AuszeichnungChartplatzierungen (Jahr, Titel, Album, Platzierungen, Wochen, Auszeichnungen, Anmerkungen) | Höchstplatzierung, Gesamtwochen, AuszeichnungChartplatzierungen (Jahr, Titel, Album, Platzierungen, Wochen, Auszeichnungen, Anmerkungen) | Höchstplatzierung, Gesamtwochen, AuszeichnungChartplatzierungen (Jahr, Titel, Album, Platzierungen, Wochen, Auszeichnungen, Anmerkungen) | Höchstplatzierung, Gesamtwochen, AuszeichnungChartplatzierungen (Jahr, Titel, Album, Platzierungen, Wochen, Auszeichnungen, Anmerkungen) | Anmerkungen                                                |
| Jahr | Titel Album                                                 | DE | AT | CH | UK | US | Anmerkungen                                                |
| --- | ----------------------------------------------------------- | --- | --- | --- | --- | --- | ---------------------------------------------------------- |
| 2012 | Let Her Go All the Little Lights                            | DE1 Diamant · (60 Wo.)DE | AT1 Platin · (38 Wo.)AT | CH1 ×3Dreifachplatin · (91 Wo.)CH | UK2 ×6Sechsfachplatin · (84 Wo.)UK | US5 ×6Sechsfachplatin · (43 Wo.)US | Erstveröffentlichung: 24. Juli 2012 Verkäufe: + 13.288.477 |
| 2013 | Holes All the Little Lights                                 | DE48 (18 Wo.)DE | AT23 (14 Wo.)AT | CH70 (4 Wo.)CH | UK92 (2 Wo.)UK | — | Erstveröffentlichung: 15. Februar 2013 Verkäufe: + 35.000  |
| 2014 | Heart’s on Fire Whispers                                    | DE100 (1 Wo.)DE | — | — | UK63 (2 Wo.)UK | — | Erstveröffentlichung: 14. April 2014 Verkäufe: + 40.000    |
| 2018 | Survivors Runaway                                           | — | — | CH54 (1 Wo.)CH | — | — | Erstveröffentlichung: 31. August 2018                      |
| 2021 | Sword from the Stone Songs for the Drunk and Broken Hearted | — | — | CH70 (1 Wo.)CH | — | — | Erstveröffentlichung: 8. Januar 2021 Verkäufe: + 40.000    |
| Folgende Lieder erschienen nicht als Single, wurden aber durch das Album zum Download und Streaming bereitgestellt und konnten somit eine Platzierung erlangen: |                                                             | | | | | |                                                            |
| |                                                             | | | | | |                                                            |
| 2014 | Whispers                                                    | — | — | — | UK70 (3 Wo.)UK | — | Charteinstieg: 5. April 2014                               |

Weitere Singles
- 2007: Wicked Man’s Rest
- 2007: Walk You Home
- 2007: Do What You Like
- 2007: Table for One
- 2007: Let Her Go
- 2012: The Wrong Direction
- 2014: Scare Away the Dark
- 2016: Somebody’s Love
- 2016: Anywhere
- 2016: When We Were Young
- 2017: Simple Song
- 2017: The Boy Who Cried Wolf
- 2018: Hell or High Water
- 2018: Why Can’t I Change
- 2018: Runaway
- 2018: Heart to Love

## Auszeichnungen für Musikverkäufe
| Goldene Schallplatte - Australien - 2013: für die Single Holes - 2016: für das Album Flight of the Crow - 2016: für das Album Whispers - Finnland - 2013: für die Single Let Her Go - Frankreich - 2013: für die Single Let Her Go - Italien - 2017: für die Single Anywhere - Kanada - 2024: für die Single Heart’s on Fire - 2024: für die Single Sword from the Stone - Norwegen - 2014: für das Album All the Little Lights - Schweden - 2013: für das Album All the Little Lights - Singapur - 2019: für das Album All the Little Lights | Platin-Schallplatte - Dänemark - 2013: für die Single Let Her Go - Kanada - 2014: für das Album All the Little Lights - Neuseeland - 2022: für das Album All the Little Lights - Niederlande - 2013: für das Album All the Little Lights - 2013: für die Single Let Her Go - Portugal - 2013: für das Album All the Little Lights 2× Platin-Schallplatte - Australien - 2014: für das Album All the Little Lights - Belgien - 2016: für die Single Let Her Go - Dänemark - 2022: für das Album All the Little Lights - Norwegen - 2013: für die Single Let Her Go - Spanien - 2014: für das Streaming Let Her Go 3× Platin-Schallplatte - Polen - 2024: für das Album All the Little Lights | 5× Platin-Schallplatte - Schweden - 2013: für die Single Let Her Go - Spanien - 2024: für die Single Let Her Go 6× Platin-Schallplatte - Dänemark - 2014: für das Streaming Let Her Go - Italien - 2018: für die Single Let Her Go 7× Platin-Schallplatte - Australien - 2013: für die Single Let Her Go 8× Platin-Schallplatte - Neuseeland - 2024: für die Single Let Her Go Diamantene Schallplatte - Kanada - 2018: für die Single Let Her Go |

Anmerkung: Auszeichnungen in Ländern aus den Charttabellen bzw. Chartboxen sind in ebendiesen zu finden.
| Land/RegionAuszeichnungen für Musikverkäufe (Land/Region, Auszeichnungen, Verkäufe, Quellen) | Silber  | Gold       | Platin       | Diamant     | Verkäufe  | Quellen                 |
| -------------------------------------------------------------------------------------------- | ------- | ---------- | ------------ | ----------- | --------- | ----------------------- |
| Australien (ARIA)                                                                            | —       | 3× Gold3   | 9× Platin9   | —           | 735.000   | aria.com.au             |
| Belgien (BRMA)                                                                               | —       | —          | 2× Platin2   | —           | 60.000    | ultratop.be             |
| Dänemark (IFPI)                                                                              | —       | —          | 9× Platin9   | —           | 70.000    | ifpi.dk                 |
| Deutschland (BVMI)                                                                           | —       | —          | Platin1      | Diamant1    | 1.200.000 | musikindustrie.de       |
| Finnland (IFPI)                                                                              | —       | Gold1      | —            | —           | 33.477    | ifpi.fi                 |
| Frankreich (SNEP)                                                                            | —       | Gold1      | —            | —           | 75.000    | snepmusique.com         |
| Italien (FIMI)                                                                               | —       | Gold1      | 6× Platin6   | —           | 325.000   | fimi.it                 |
| Kanada (MC)                                                                                  | —       | 2× Gold2   | Platin1      | Diamant1    | 960.000   | musiccanada.com         |
| Neuseeland (RMNZ)                                                                            | —       | —          | 9× Platin9   | —           | 255.000   | radioscope.co.nz NZ2    |
| Niederlande (NVPI)                                                                           | —       | —          | 2× Platin2   | —           | 70.000    | nvpi.nl                 |
| Norwegen (IFPI)                                                                              | —       | Gold1      | 2× Platin2   | —           | 35.000    | ifpi.no                 |
| Österreich (IFPI)                                                                            | —       | Gold1      | Platin1      | —           | 37.500    | ifpi.at                 |
| Polen (ZPAV)                                                                                 | —       | —          | 3× Platin3   | —           | 60.000    | olis.pl                 |
| Portugal (AFP)                                                                               | —       | —          | Platin1      | —           | 15.000    | Einzelnachweise         |
| Schweden (IFPI)                                                                              | —       | Gold1      | 5× Platin5   | —           | 220.000   | sverigetopplistan.se    |
| Schweiz (IFPI)                                                                               | —       | Gold1      | 3× Platin3   | —           | 100.000   | hitparade.ch            |
| Singapur (RIAS)                                                                              | —       | Gold1      | —            | —           | 5.000     | rias.org.sg             |
| Spanien (Promusicae)                                                                         | —       | —          | 7× Platin7   | —           | 300.000   | elportaldemusica.es ES2 |
| Vereinigte Staaten (RIAA)                                                                    | —       | —          | 7× Platin7   | —           | 7.000.000 | riaa.com                |
| Vereinigtes Königreich (BPI)                                                                 | Silber1 | Gold1      | 7× Platin7   | —           | 4.060.000 | bpi.co.uk               |
| Insgesamt                                                                                    | Silber1 | 14× Gold14 | 75× Platin75 | 2× Diamant2 |           |                         |